# Charowsk
Charowsk – miasto w Rosji, w obwodzie wołogodzkim, 90 km na północ od Wołogdy. W 2009 liczyło 10 759 mieszkańców.